# Verkehrsmarkt
Als Verkehrsmarkt wird im Verkehrswesen und in der Mikroökonomie ein Markt verstanden, auf dem Angebot und Nachfrage nach Verkehrsleistungen aufeinandertreffen.

## Allgemeines
Der Verkehrsmarkt ist die Gesamtheit der Beziehungen zwischen den Verkehrsnutzern (Nachfragern) und den Verkehrsunternehmen, die Verkehrsleistungen anbieten und durchführen. Die Betriebsleistung ist das Angebot im öffentlichen Verkehr, wohingegen die Verkehrsleistung (oder Beförderungsleistung) angibt, wie viele Personen oder Güter tatsächlich transportiert werden (Nachfrage).
Unmittelbare Marktteilnehmer sind als Anbieter die Verkehrsunternehmen und als Nachfrager Personen (im Personenverkehr) und andere Unternehmen (im Güterverkehr). Aus Sicht der Nachfrager stehen jene Anbieter von Betriebsleistungen miteinander in Konkurrenz, die den gewünschten Transportweg bedienen, die Personen oder das Transportgut in der gewünschten Menge und unter den erforderlichen technischen Bedingungen unter Einhaltung der Transportzeit befördern können, deren Angebot zu einem Transportpreis angeboten wird, für den der Nachfrager eine Zahlungsbereitschaft besitzt. Die Verkehrsnachfrage wird bestimmt durch die Produktionsstruktur, Güterstruktur, demografische und konjunkturelle Entwicklung und Saisonschwankungen. Als Marktpreis auf einem Verkehrsmarkt ist derjenige Tarif zu verstehen, der unter den jeweiligen Marktbedingungen Angebot und Nachfrage zum Ausgleich bringt.

## Teilmärkte
Teilmärkte sind der Personentransport, Gütertransport und Tiertransport.
| Teilmärkte        | Nahverkehr                                               | Fernverkehr                                                                       |
| ----------------- | -------------------------------------------------------- | --------------------------------------------------------------------------------- |
| Personentransport | ÖPNV, Fahrgastschifffahrt, Fährverkehr, Kurzstreckenflug | Fernbusverkehr, Fernschnellzugverkehr, Kreuzfahrten, Mittel- und Langstreckenflug |
| Gütertransport    | Güternahverkehr                                          | Güterfernverkehr                                                                  |

Teilmärkte verschiedener Verkehrsträger stehen zueinander in Beziehung, wenn diese Verkehrsträger gegeneinander substituierbar sind (etwa ein Fahrgast kann von Hamburg nach München mit der Eisenbahn fahren oder ein Flugzeug buchen). Zu berücksichtigen ist auch der Modal Split.
Im Hinblick auf die Berücksichtigung des Bedarfs wird unterschieden zwischen Linienverkehr und Charterverkehr:
| Verkehrsträger  | Linienverkehr          | Charterverkehr    |
| --------------- | ---------------------- | ----------------- |
| Straßenverkehr  | Linienbusse            | Charterbusse      |
| Schienenverkehr | Straßenbahn, Eisenbahn | Sonderzüge        |
| Schifffahrt     | Linienschifffahrt      | Kreuzfahrtschiffe |
| Luftverkehr     | Linienflüge            | Charterflüge      |

Der Linienverkehr steht als Teilmarkt des Verkehrsmarktes in Substitutionskonkurrenz zu anderen Verkehrsträgern, die Linienverkehr für dieselben Destinationen anbieten. Ist die Zahl der Fahrgäste zu gering, darf im Charterverkehr gemäß Beförderungsbedingungen die Reise abgesagt werden. Typische Charterverkehre sind Charterbusse wie der Anrufbus, Postbus oder die Kaffeefahrt. Ferner gibt es den Charterflug und den Schiffscharter, die oft bei Pauschalreisen eingesetzt werden. Dagegen verpflichtet sich ein Verkehrsbetrieb, der sich für Linienverkehr entscheidet, in der jeweiligen Planungsperiode unabhängig von der tatsächlich aufkommenden Nachfrage, die im Fahrplan angekündigten Fahrten durchzuführen, selbst wenn es zu Leerfahrt/Leerflug/Leerzug kommt.

## Transportkapazitäten
Das Verkehrsangebot der Verkehrsunternehmen wird durch deren Transportkapazität begrenzt. Auf dem Verkehrsmarkt sind alle Transportmittel aus technischen und/oder Sicherheitsgründen mit einer begrenzten Kapazität ausgestattet. Im Personenverkehr ist dies die Sitzplatzkapazität (Fernbusse, Fernzüge, Flugzeuge, Passagierschifffahrt, Seilbahnen, Taxis), nur bei wenigen Transportmitteln mit Stehplätzen (Omnibusse im Nahverkehr, Straßenbahnen und Regionalzüge) ist die maximale Anzahl von Passagieren variabel. Im Güterverkehr ist der Laderaum ausnahmslos begrenzt (Frachtschifffahrt, Güterkraftverkehr, Luftfrachtverkehr, Schienengüterverkehr). Zu Zeiten der Spitzenlast kann dies dazu führen, dass Fahrgäste/Passagiere oder Frachtgut im Linienverkehr aus Kapazitätsgründen nicht befördert und damit die Verkehrsnachfrage teilweise nicht befriedigt werden kann (siehe Problem des Handlungsreisenden). Je sicherer die Daten über die künftige Verkehrsnachfrage sind, umso eher kann die Transportkapazität darauf angepasst werden. Das kann technisch durch Großraumbusse oder Großraumflugzeuge oder wirtschaftlich durch Erhöhung der Taktfrequenz erreicht werden. Gelingt dies nicht, kommt es – wie im gesamten Dienstleistungssektor – zu Wartelisten oder Warteschlangen.
Bei Transportmitteln mit Stehplätzen oder im Güterverkehr ist eine Überladung möglich, die wirtschaftlich eine Übernutzung darstellt. Diese ist verkehrsrechtlich verboten. Da die Verkehrsunternehmen eine derartige Übernutzung offiziell nicht akzeptieren dürfen, profitieren sie nicht durch höhere Erlöse daran. Übernutzung im Personenverkehr ist meist eine Beförderungserschleichung.

## Preisbildung
Auf dem Verkehrsmarkt regelt der Preis das Zusammenspiel von Angebot und Nachfrage nicht optimal, beispielsweise im Hinblick auf externe Kosten. Diese Kosten werden von jedem Verkehrsteilnehmer verursacht, der am Verkehr direkt teilnimmt. Es handelt sich um Folgekosten der Nutzung des Verkehrsnetzes in Form von Staukosten (Verlängerung der Fahrzeit, Wartezeit, höhere Energiekosten), Umweltkosten (durch zusätzliche Luftverschmutzung) oder Verkehrsunfällen. Jedoch werden diese Kosten nicht von den Verkehrsteilnehmern selbst getragen; sie werden der Allgemeinheit in Form von Steuern angelastet.
Typisch auf dem Verkehrsmarkt ist das Vorhandensein von Beförderungsklassen mit Preisdifferenzierungen in Tarifen bei Eisenbahnen, Flugzeugen und Schiffen (erste Klasse, zweite Klasse usw.), womit die unterschiedliche Zahlungsbereitschaft im Hinblick auf die neuralgische Kapazitätsauslastung der Verkehrsunternehmen besser ausgenutzt werden kann. Entsprechend werden beispielsweise Geschäftsreisende mit hoher Zahlungsbereitschaft dazu neigen, die Business Class zu nutzen, Billigflieger werden dagegen im Massentourismus genutzt.

## Preiselastizitäten
Die Angebotselastizität wird insbesondere wegen der relativ hohen Fixkosten der Anbieter (Bereitschaftskosten der Transportmittel und des Personals) und der langen Lebensdauer der Transportmittel als gering eingestuft, so dass eine Anpassung des Angebots an Preisänderungen nur langsam erfolgt und häufig sogar inverses Anpassungsverhalten zu beobachten ist. Allerdings ist die Faktormobilität sehr groß, weil die Transportmittel zwischen räumlich und sachlich abgegrenzten Märkten wechseln können. Die Nachfrageelastizität ist ebenfalls gering, weil die reinen Transportkosten lediglich einen geringen Anteil an den Gesamtkosten eines Nachfragers ausmachen. Saisonschwankungen und konjunkturelle Nachfrageschwankungen können die Anbieter kaum über Preisdifferenzierung abfangen, da Verkehrsleistungen als Dienstleistungen nicht lagerfähig sind.

## Verkehrsnetze
Ein wichtiger Bestandteil des Verkehrsmarkts sind die Verkehrsnetze, also Netzwerke, die dem Verkehr dienen. Der Verkehrsmarkt kann ohne diese Verkehrsnetze nicht funktionieren.
Der Zusammenhang zwischen Netzwerk, Verkehrswegen, Netzknoten und Netzstörungen ergibt sich aus folgender Aufstellung:
| Netzwerk          | Verkehrswege             | Netzknoten                                                        | Netzstörungen                                                                      |
| ----------------- | ------------------------ | ----------------------------------------------------------------- | ---------------------------------------------------------------------------------- |
| Straßennetz       | Straßen                  | Anschlussstellen, Autobahnkreuze, Straßenkreuzungen               | Verkehrsstau                                                                       |
| Schienennetz      | Schienen                 | Bahnhöfe, Gleisanschlüsse, Gleiskreuzungen, Haltestellen, Weichen | Zugstau auf den Gleisen                                                            |
| Wasserstraßennetz | schiffbare Wasserstraßen | Binnen- und Seehäfen, Flussmündungen                              | Stau (Wasserstraßen)                                                               |
| Luftstraßennetz   | Luftstraßen              | Flughäfen                                                         | Holdings und Slots                                                                 |
| Rohrleitungsnetz  | Rohrleitungsverbindung   | Pumpwerk, Hausanschluss                                           | Leckage, Stauung                                                                   |
| Stromnetz         | Stromleitung             | Umspannwerk, Hausanschluss                                        | Spitzenlast, Überspannungen, Spannungseinbrüche, Spannungsspitzen und Schwingungen |
| Funknetz          | Funkstrecken, Funkwellen | Endgeräte, Wiedergabegeräte                                       | Funklöcher, Netzüberlastung bei der Netzlast, Cyberattacken im Internet            |

Die Verbindungen zwischen den einzelnen Netzknoten der Verkehrsinfrastruktur heißen allgemein Verkehrswege oder Transportwege. Die Nachfrager entscheiden über das Transportmittel, wobei sie gleichzeitig auch das zu nutzende Netzwerk auswählen. Die Entscheidung hängt von der Fahrzeit, dem Transportrisiko und den Transportkosten ab. Netzstörungen beeinträchtigen den Verkehrsmarkt, führen zu einer Marktstörung und lösen unter anderem Staukosten und Verspätungen aus, welche durch Lieferengpässe die Lieferketten bedrohen können.

## Statistiken
Der Modal Split entwickelte sich in Deutschland (als Marktanteil in % pro Jahr) wie folgt:
| Verkehrsträger                      | 2014 | 2016 | 2018 | 2020 | 2022 |
| ----------------------------------- | ---- | ---- | ---- | ---- | ---- |
| Motorisierter Individualverkehr     | 80,4 | 80,1 | 78,6 | 86,6 | 80,5 |
| Schienenpersonenverkehr             | 7,8  | 7,8  | 8,4  | 6,4  | 9,1  |
| Öffentlicher Straßenpersonenverkehr | 6,8  | 6,7  | 6,9  | 6,4  | 5,7  |
| Luftverkehr                         | 5,1  | 5,3  | 6,1  | 2,0  | 4,6  |

Der Modal Split entwickelte sich in Europa (EU-27; als Marktanteil in % pro Jahr) wie folgt:
| Verkehrsträger | 2014 | 2016 | 2018 | 2020 | 2021 |
| -------------- | ---- | ---- | ---- | ---- | ---- |
| Auto           | 73,0 | 72,6 | 71,9 | 80,4 | 78,3 |
| Omnibus        | 8,6  | 8,6  | 8,1  | 6,6  | 6,8  |
| Eisenbahn      | 6,8  | 6,7  | 6,9  | 5,2  | 5,6  |
| Flugzeug       | 7,6  | 8,4  | 9,5  | 4,0  | 5,7  |
| Motorrad       | 2,1  | 2,0  | 1,8  | 2,3  | 2,2  |
| Straßenbahn    | 1,5  | 1,4  | 1,5  | 1,2  | 1,2  |

Die Statistiken bestätigen, dass während der Corona-Pandemie eine Substitution des öffentlichen Verkehrs durch den Individualverkehr stattgefunden hat.

## International
Die Mailänder Beschlüsse vom Juni 1985 sorgten für die Schaffung eines freien Verkehrsmarktes im Zuge der Vollendung des EU-Binnenmarktes in der Europäischen Gemeinschaft bis 1992.

## Wirtschaftliche Aspekte
Nicht zum Verkehrsmarkt gerechnet werden die Fahrten mit dem eigenen Verkehrsmittel (Fahrrad, Kraftfahrzeug), weil die Verkehrsnachfrage über ein eigenes Verkehrsangebot des Verkehrsnachfragers befriedigt wird. Das gilt auch für Berufsverkehr oder Freizeitverkehr mit eigenem Fahrzeug. Eine Dienstreise mit Fahrzeugen des Arbeitgebers dagegen wird zum Verkehrsmarkt gezählt.
Insbesondere beim Personenverkehr (öffentlicher Personennahverkehr) geht es um die flächendeckende Versorgung der Bürger mit Basis-Dienstleistungen zu sozialverträglichen Preisen. Der Staat hat mit seiner Daseinsvorsorge gerade dann Leistungen zu erbringen, wenn der Markt nicht genügend Anreize schafft (etwa Straßen im ländlichen Raum). Der Verkehrsmarkt ist daher abhängig von der Verkehrsinfrastruktur (Straßennetz, Schienennetz, Flugstraßennetz und Wasserstraßennetz), die meist vom Staat bereitgestellt wird. Das Transportrisiko auf dem Verkehrsmarkt verringert sich, je höher die Netzdichte ist, und es erhöht sich, je stärker die Netzlast wird.
Da Verkehrsleistungen zu den Dienstleistungen gehören, sind sie nicht lagerfähig. Erst wenn die Nachfrager sich und/oder ihr Gepäck oder Frachtgut als externen Produktionsfaktor einbringen, können die Anbieter ihre vorhandenen Kapazitäten zur Verfügung stellen (Sitzplatzkapazität, Laderaum). Sind die Kapazitäten voll ausgelastet, kann eine zusätzliche Verkehrsleistung nicht erbracht werden. Hierbei treten einige verkehrsmarkttypische Phänomene auf. Insbesondere Fluggesellschaften lassen Überbuchungen zu, weil sie bis zum Abflug noch mit No-shows oder Stornierungen rechnen müssen.
Eine große Rolle spielt der Marktanteil einzelner Anbieter am Verkehrsmarkt, der im Modal Split zum Ausdruck kommt. Die Gesamtnachfrage nach Verkehrsleistungen beeinflusst nämlich das Angebot der unterschiedlichen Verkehrsträger und über die Präferenzen der Nachfrager sowie die Charakteristika der Verkehrsträger den Marktanteil am Verkehrsmarkt. Sind Verkehrsleistungen der verschiedenen Verkehrsträger untereinander austauschbar (beispielsweise kann die Wegstrecke von Hamburg nach München mit dem Fernbus, Schnellzug oder als Flugstrecke zurückgelegt werden), liegt ein Substitutionsgut vor, so dass es bei hoher Substitutionselastizität der Nachfrager zu einem Wechsel des Verkehrsträgers kommen kann (bei Fernbus, Eisenbahnunternehmen oder Fluggesellschaft handelt es sich um verschiedene Verkehrsträger). Substituierbarkeit der Verkehrsanbieter trifft auf eine hohe Nachfrageelastizität, während eine geringe Elastizität bei Gütern mit hohem Anteil der Transportkosten und bei Dienstleistungen ohne Substituierbarkeit (Spezialtransporte) eine niedrige Elastizität vorliegt.